# Октејвија (Небраска)
Октејвија (енгл. Octavia) град је у америчкој савезној држави Небраска.

## Демографија
По попису из 2010. године број становника је 127, што је 18 (-12,4%) становника мање него 2000. године.
| Група             | 2000.       | 2010.       |
| Белци             | 118 (81,4%) | 108 (85,0%) |
| Афроамериканци    | 0 (0,0%)    | 0 (0,0%)    |
| Азијати           | 0 (0,0%)    | 0 (0,0%)    |
| Хиспаноамериканци | 25 (17,2%)  | 17 (13,4%)  |
| Укупно            | 145         | 127         |